# Léonide Moguy

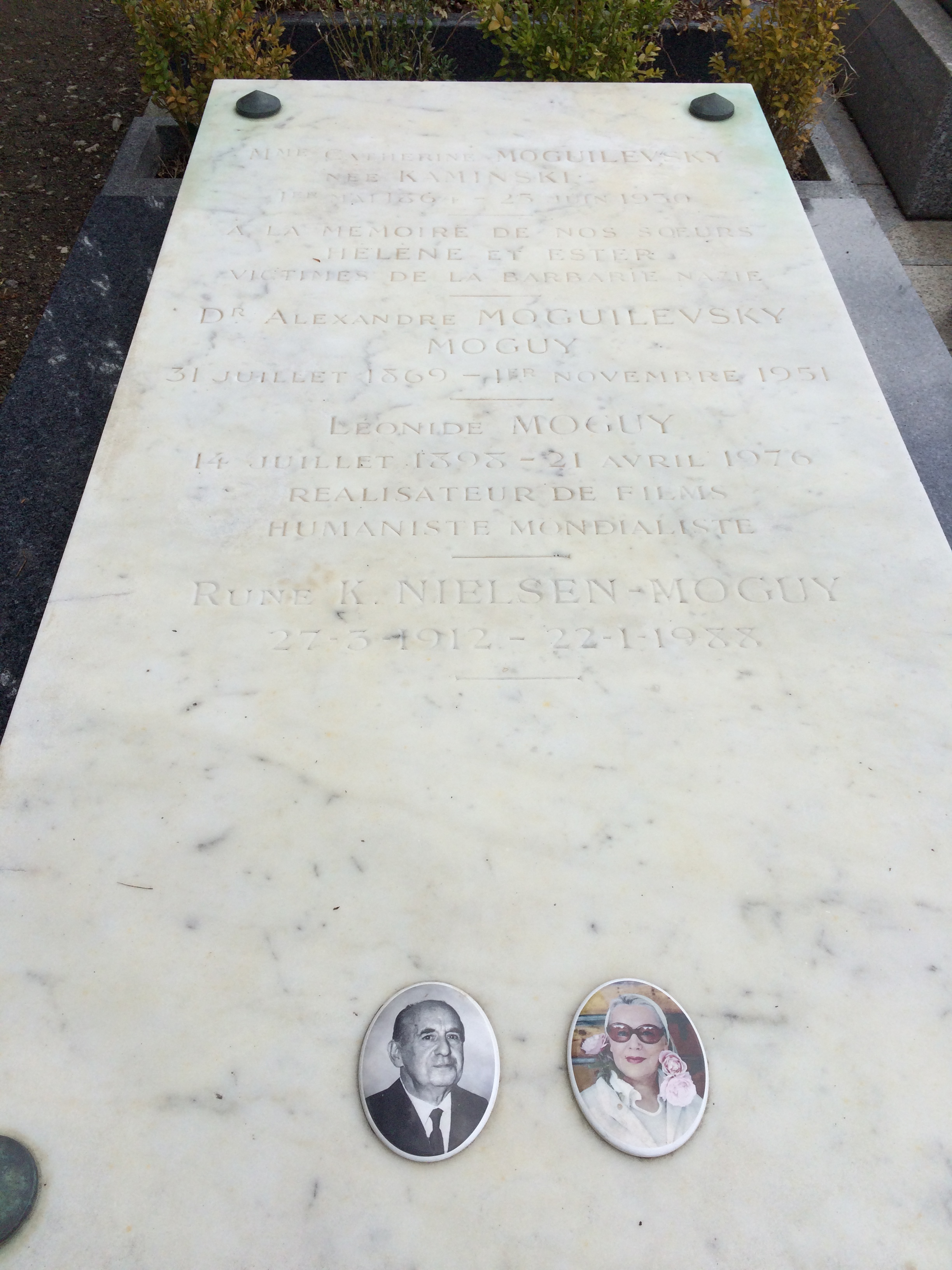
Sépulture de Léonide Moguy au cimetière de Passy à Paris XVIe

Léonide Moguy, nom d'artiste de Leonid Moguilewsky, né le 14 juillet 1898 à Saint-Pétersbourg (Russie), mort le 21 avril 1976 à Paris (17e arrondissement), est un réalisateur français d'origine russe.

## Biographie
Avant de se réfugier en France, Léonide Moguy commença sa carrière comme opérateur d'actualités en Russie. Il travailla comme monteur dans les années 1930 pour Pierre Colombier, Marcel L'Herbier ou Max Ophüls. Il réalise son premier film Le Mioche en 1936 avec Lucien Baroux et Gabrielle Dorziat. Il part travailler aux États-Unis dans les années 1940, revient en France tourner Bethsabée en 1947 avec Danielle Darrieux et Georges Marchal puis continue sa carrière en Italie (Demain il sera trop tard et Demain est un autre jour) pour finir sa carrière en France dans les années 1950. Il repose au cimetière de Passy (11e division).

## Filmographie

### Réalisateur
- 1930 : Au Village[4]
- 1936 : Le Mioche
- 1938 : Prison sans barreaux
- 1938 : Conflit
- 1939 : Le Déserteur
- 1940 : L'Empreinte du dieu
- 1943 : Paris à l'aube (Paris After Dark)
- 1944 : Intrigue à Damas (Action in Arabia)
- 1946 : Tragique rendez-vous (Whistle Stop)
- 1947 : Bethsabée
- 1950 : Demain il sera trop tard (Domani è troppo tardi)
- 1951 : Demain est un autre jour (Domani è un altro giorno)
- 1953 : Les Enfants de l'amour
- 1956 : Le Long des trottoirs
- 1957 : Donnez-moi ma chance
- 1961 : Les hommes veulent vivre

### Assistant réalisateur
- 1935 : Baccara d'Yves Mirande (premier assistant-réalisateur)

### Scénariste
- 1938 : Prison sans barreaux de Léonide Moguy

### Monteur
- 1932 : La Merveilleuse Journée de Robert Wyler et Yves Mirande
- 1933 : Charlemagne de Pierre Colombier
- 1933 : Théodore et Cie de Pierre Colombier
- 1934 : Le Scandale de Marcel L'Herbier
- 1934 : Le Comte Obligado de Léon Mathot
- 1935 : Le Bébé de l'escadron de René Sti
- 1935 : Divine de Max Ophüls
- 1935 : Baccara d'Yves Mirande